# Auferstehungskirche (Sankt Petersburg)

Außenansicht

Die Auferstehungskirche (russisch Собор Воскресения Христова на крови́ „Kirche der Auferstehung Christi auf dem Blut“), auch bekannt als Blutskirche (Собор Спа́с на крови́ „Kirche des Erlösers auf dem Blut“), ist eine orthodoxe Kirche am Michailowski-Garten in der russischen Stadt Sankt Petersburg. Der neorussische Sakralbau wurde 1883 bis 1912 nach Entwürfen von Alfred Alexandrowitsch Parland am Ort des Attentats auf Alexander II. errichtet.

## Geschichte

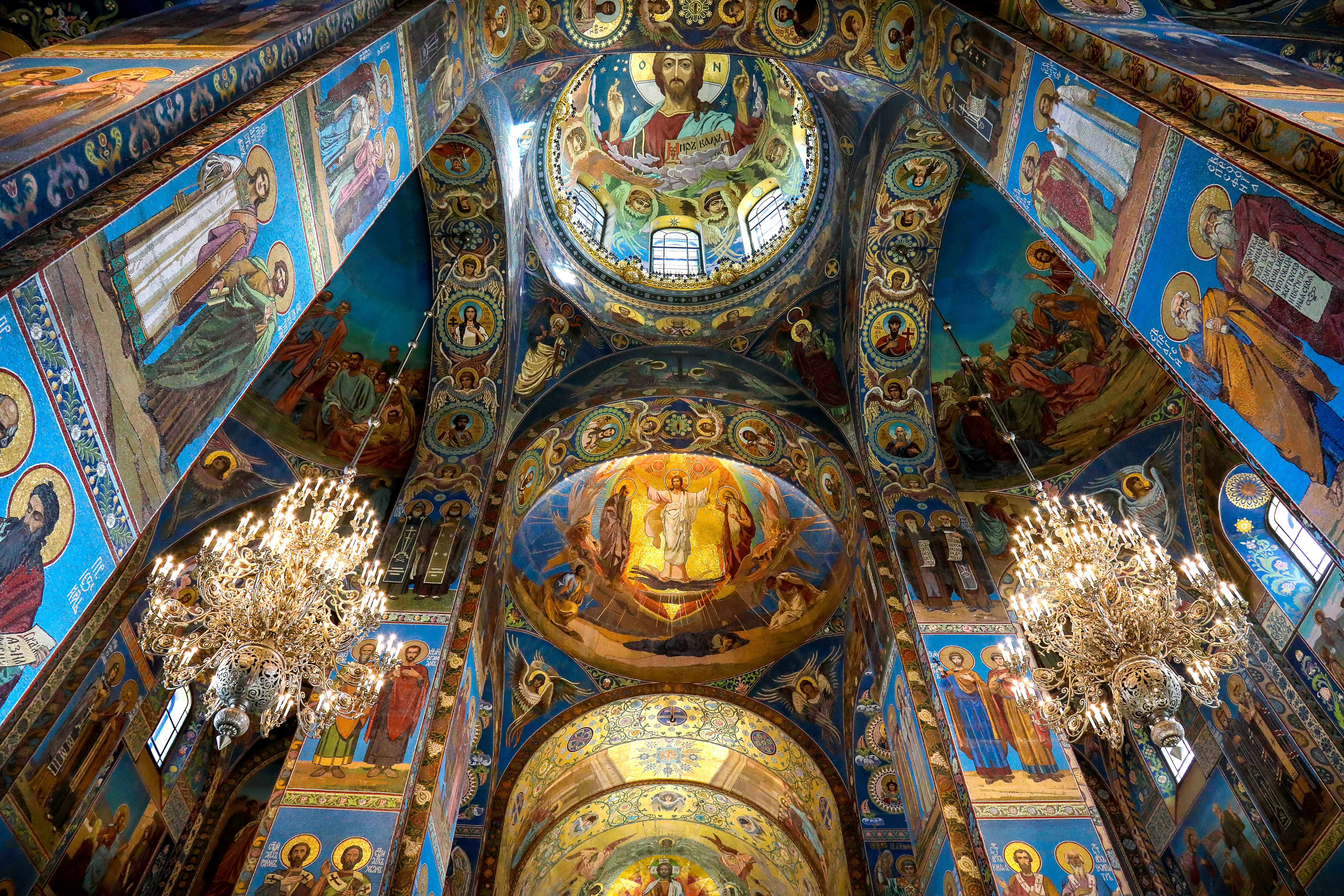
Innenansicht

Die Kirche steht in der Nähe des Newski-Prospektes am Gribojedow-Kanal. Sie bedeckt eine Fläche von etwa 7000 Quadratmetern; die innere flächendeckende Ausgestaltung im Ikonenstil und äußere Verzierung besteht vor allem aus Mosaiken. Sie ist nach dem Vorbild der Moskauer Basilius-Kathedrale gestaltet und als einziges großes Kirchengebäude der Petersburger Innenstadt, das nicht italienischen und klassizistischen westlichen Baustilen folgt, entsprechend auffällig. 
Die Orientierung an der ornamentalen und bunten Dekorationsweise der altrussischen Kunst aus der Epoche vor Peter I., die sich der westlichen Kultur noch nicht geöffnet hatte, entsprach der in der zweiten Jahrhunderthälfte am Zarenhof gepflegten Rückwendung hin zu nationalen Traditionen und ist damit dem gleichzeitigen mitteleuropäischen Historismus vergleichbar. Erbaut wurde sie von 1883 bis 1912 an der Stelle, an der Alexander II. einem Attentat zum Opfer gefallen war. Sie wurde zur Hundertjahrfeier des Sieges über Napoleon Bonaparte im „Vaterländischen Krieg“ und zum 300-jährigen Jubiläum der Romanow-Dynastie eröffnet.
Erbaut wurde die Kirche nach den Plänen Alfred Parlands (1842–1919), einem damals in Russland bedeutenden Architekten, der auch in Moskau, Wladimir und anderen Städten baute. Er war Mitglied der Akademie der Künste in Petersburg und entstammte einer deutsch-baltisch-schottischen Familie, die seit etwa 1800 im Dienst des Zaren am Peterhof stand. An der reichen Innenauschmückung der Kirche mit Mosaiken waren Wiktor Michailowitsch Wasnezow, Michail Wassiljewitsch Nesterow, Andrei Petrowitsch Rjabuschkin, Nikolai Nikolajewitsch Charlamow, Alexei Fjodorowitsch Afanassjew, Firs Sergejewitsch Schurawljow, Wassili Wassiljewitsch Beljajew und andere Maler beteiligt.
Die Auferstehungskirche kann auf eine wechselvolle Geschichte zurückblicken. Einst als ein Denkmal und weniger als ein Gotteshaus konzipiert, diente sie nie liturgischen Zwecken. Anfänglich als Konzerthalle und Museum, später als Theater genutzt, sollte sie in sowjetischer Zeit mehrfach niedergerissen werden und war jahrzehntelang für die Öffentlichkeit geschlossen. Erst im August 1997 wurde die 27 Jahre andauernde Renovierung abgeschlossen und das Gebäude unter großer Anteilnahme der Bevölkerung als Museum wiedereröffnet.